# Leopold III Koburg

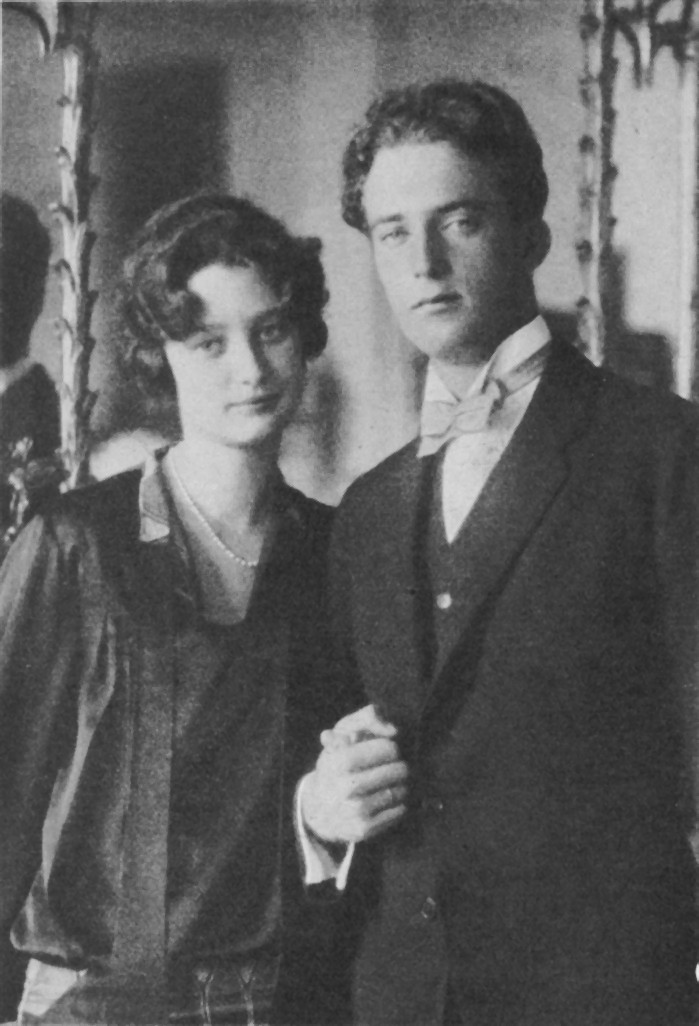
Leopold i Astrid (1926)

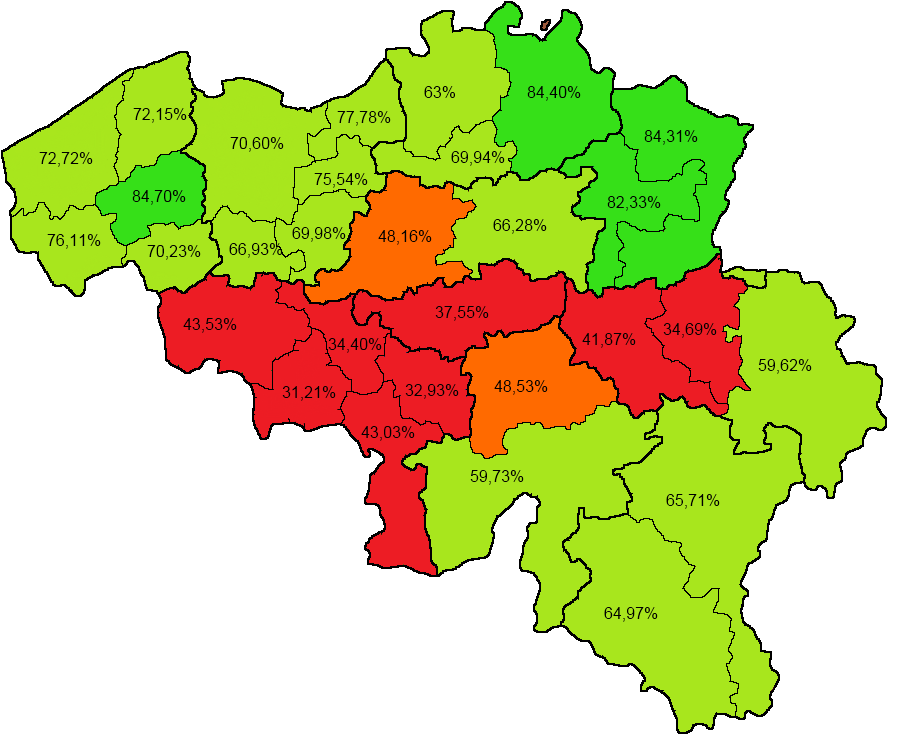
Wyniki referendum z 1950 r. nt. powrotu króla Leopolda III

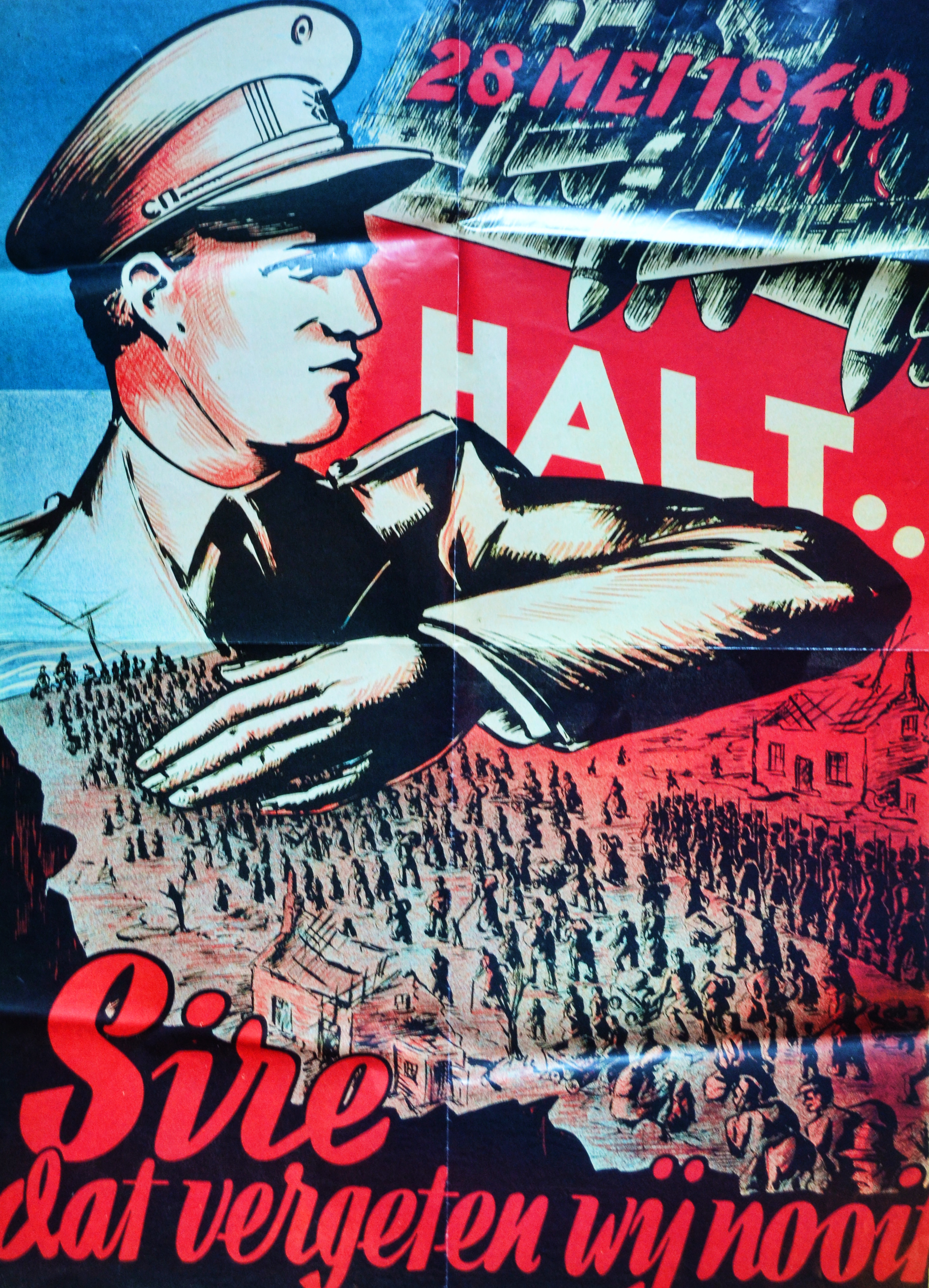
Belgijski plakat propagandowy króla Leopolda III z tytułem „28 maja 1940 r., Halt, Sire Nigdy tego nie zapomnimy” w odpowiedzi na bitwę o Belgię

Leopold III (nid. Leopold Filips Karel Albert Meinrad Hubertus Maria Miguel, fr. Léopold Philippe Charles Albert Meinrad Hubert Marie Michel, niem. Leopold Philipp Karl Albrecht Meinrad Hubert Maria Michael; ur. 3 listopada 1901 w Brukseli, zm. 25 września 1983 w Sint-Lambrechts-Woluwe) – król Belgów w latach 1934–1951, z dynastii sasko-koburskiej.

## Życiorys

### Młodość
Książę Leopold urodził się w Brukseli, jako pierwsze dziecko Alberta i Elżbiety. W 1909 r. jego ojciec został królem Belgów, a Leopold został księciem Brabancji.
W sierpniu 1914 r., kiedy Belgia została zaatakowana przez Cesarstwo Niemieckie, król Albert pozwolił Leopoldowi, wówczas dwunastoletniemu, zaciągnąć się do armii belgijskiej i walczyć w obronie królestwa. Jednak w 1915 r., kiedy Belgia prawie w całości była okupowana przez Niemców, Leopold został wysłany do Eton College, podczas gdy jego ojciec walczył we Francji.

### Małżeństwa i potomstwo
Wziął ślub cywilny ze szwedzką księżniczką Astrid w Sztokholmie 4 listopada 1926 r., a następnie kościelny w Brukseli 10 listopada. Z ich związku urodziło się troje dzieci:
- Józefina Charlotta (1927–2005), od 1953 żona wielkiego księcia Luksemburga, Jana
- Baldwin Albert, książę Brabancji, hrabia Hainaut (1930–1993), król Belgii
- Albert Feliks, książę Liège (ur. 1934), król Belgii

29 sierpnia 1935 na drodze w Szwajcarii prowadzone przez niego auto uderzyło w krawężnik, po czym Leopold stracił nad nim panowanie i uderzył w drzewo. On i siedząca obok Astrid zostali wyrzuceni poza samochód. Król został tylko lekko ranny, ale Astrid, będąca w ciąży z ich czwartym dzieckiem, zmarła na jego rękach.
11 września 1941 r. Leopold poślubił Lilian Baels podczas tajnej ceremonii, która nie jest ważna zgodnie z prawem belgijskim. Początkowo zamierzali poczekać z zawarciem ślubu cywilnego do końca wojny, ale ponieważ para spodziewała się ich pierwszego dziecka, ceremonia odbyła się 6 grudnia 1941 r. Ich związek małżeński był morganatyczny, więc trójka dzieci z tego związku nie posiada praw do sukcesji tronu belgijskiego:
- Aleksander, książę Belgii (1942–2009), mąż Lei Ingi Dory Wolman
- Maria Krystyna, księżniczka Belgii (ur. 1951), żona Paula Druckera, a następnie Jean-Paula Gourgesa
- Maria Esmeralda, księżniczka Belgii (ur. 1956), dziennikarka znana jako „Esmeralda de Réthy”, żona Salvadora Moncady

## II wojna światowa
Kiedy wybuchła II wojna światowa we wrześniu 1939 r., rządy francuski i brytyjski starały się przekonać Belgię do przyłączenia się do nich. Leopold i jego rząd odmówili, zachowując neutralność Belgii. Belgia uważała się za dobrze przygotowaną na ewentualną inwazję sił państw Osi, ponieważ w latach 30. rząd belgijski poczynił szeroko zakrojone przygotowania, aby powstrzymać i odeprzeć inwazję kraju przez Niemcy, taką jak ta, która miała miejsce w 1914 r.
10 maja 1940 r. Wehrmacht wkroczył do Belgii. Po krótkiej bitwie, Belgia została przytłoczona przez liczniejszych i lepiej przygotowanych Niemców. 24 maja 1940 r. Leopold, obejmując dowodzenie armią belgijską, spotkał się po raz ostatni ze swoimi ministrami. Ministrowie wezwali króla do opuszczenia kraju wraz z rządem. Premier Hubert Pierlot przypomniał mu, że kapitulacja była decyzją rządu belgijskiego, a nie króla. Król wskazał, że postanowił pozostać w Belgii ze swoimi żołnierzami, bez względu na skutki. Ministrowie uznali to za znak, że utworzy nowy rząd pod kierownictwem Hitlera, co może być zdradą. Z kolei Leopold twierdził, że mógłby być postrzegany jako dezerter, gdyby opuścił kraj: „Cokolwiek się stanie, muszę podzielić ten sam los, co moi żołnierze”. Leopold od dawna miał trudne i kontrowersyjne relacje ze swoimi ministrami, działając niezależnie od wpływów rządowych, gdy tylko było to możliwe, i starając się obchodzić, a nawet ograniczać uprawnienia ministrów, jednocześnie rozszerzając własne.
Wojska francuskie, brytyjskie i belgijskie zostały otoczone przez siły niemieckie podczas bitwy o Dunkierkę. Leopold powiadomił króla Jerzego VI telegramem 25 maja 1940 r., że siły belgijskie zostały zmiażdżone, mówiąc, że „pomoc, której udzielamy aliantom, dobiegnie końca, jeśli nasza armia zostanie otoczona”. Dwa dni później Leopold poddał siły belgijskie Niemcom. Po kapitulacji wojskowej Leopold pozostał w Brukseli, by poddać się najeźdźcom, podczas gdy cały jego rząd cywilny udał się na uchodźstwo do Paryża, a później do Londynu.

### Po upadku Francji
Kiedy pod koniec czerwca 1940 r. Francja skapitulowała, kilku ministrów próbowało powrócić do Belgii. Z powodu wielkiej popularności króla i niepopularności rządu cywilnego od połowy 1940 r. kryzys rządowy trwał.
Ta odmowa [króla pogodzenia się z ministrami] pozostawiła ministrów bez innej opcji niż przeprowadzka do Londynu, gdzie mogli kontynuować pracę reprezentującą niezależną Belgię. Od momentu przybycia do Londynu byli przekonani o zwycięstwie Aliantów i wkrótce zostali potraktowani przez aliantów z szacunkiem ... Pierlot i Spaak pomogli zbudować reputację Leopolda jako heroicznego jeńca wojennego, a nawet powiedzieli, że Belgowie powinni wspierać ich króla. Ale nie mieli pojęcia, co Leopold robi w Zamku Królewskim w Laeken. Odmówił odpowiedzi na ich wiadomości i zachował wobec nich spokój. Co on robił w zamku? Czy współpracował, czy sprzeciwiał się Niemcom, czy też postanowił po prostu zamknąć usta i poczekać, aż wszystko potoczy się dalej?

### Spotkanie z Hitlerem
Leopold próbował potwierdzić swoją władzę jako monarcha i szef rządu belgijskiego, chociaż był więźniem Niemców. Pomimo sprzeciwu wobec Niemców, belgijski rząd na uchodźstwie w Londynie utrzymywał, że król nie reprezentuje rządu belgijskiego i nie jest w stanie rządzić. Niemcy przetrzymywali króla początkowo w areszcie domowym na Zamku Królewskim w Laeken. Od czerwca 1940 r. król pragnął spotkania z Hitlerem w sprawie sytuacji belgijskich jeńców wojennych. Ostatecznie spotkał się z nim 19 listopada 1940 r. Chciał przekonać Hitlera do zwolnienia jeńców belgijskich i wydać publiczne oświadczenie o przyszłej niezależności Belgii. Hitler nie chciał mówić o niepodległości Belgii, ani wydać oświadczenia w tej sprawie.

## Deportacja i wygnanie
W 1944 r. Heinrich Himmler nakazał deportację Leopolda do Niemiec. Naziści przetrzymywali rodzinę w forcie w Hirschstein w Saksonii od czerwca 1944 r. do marca 1945 r., a następnie w Strobl w Austrii. Leopold i jego towarzysze zostali wyzwoleni przez członków 106. Grupy Kawalerii Stanów Zjednoczonych na początku maja 1945 r. Z powodu kontrowersji dotyczących jego zachowania podczas wojny, Leopold III wraz z żoną i dziećmi nie byli w stanie wrócić do Belgii i spędzili następne sześć lat na emigracji w Pregny-Chambésy niedaleko Genewy w Szwajcarii.

## Referendum dotyczące powrotu króla
12 marca 1950 przeprowadzono w Belgii referendum, którego jedyne pytanie brzmiało:

Czy jesteś zdania, że król Leopold III powinien wznowić wykonywanie swoich konstytucyjnych uprawnień?
Referendum zakończyło się zwycięstwem zwolenników powrotu króla, jednak wyniki dalekie były od jednomyślności.
| Opcja                    | l. głosów | %     |
| ------------------------ | --------- | ----- |
| Za                       | 2 933 382 | 57,68 |
| Przeciw                  | 2 151 881 | 42,32 |
| Głosy nieważne           | 151 477   | –     |
| Łącznie                  | 5 236 740 | 100   |
| Uprawnieni/frekwencja    | 5 635 452 | 92,92 |
| Źródło: Direct Democracy |           |       |

Wyniki były zróżnicowane geograficznie. O ile we Flandrii zwolennicy króla stanowili znaczącą większość, o tyle w Walonii przeważali jego przeciwnicy.

## Strajk generalny z 1950 r.
Po powrocie do Belgii w 1950 r. król spotkał się z jednym z najbardziej gwałtownych strajków w historii Belgii. Trzej protestujący zostali zabici, gdy żandarmeria otworzyła ogień na protestujących. Kraj stanął na krawędzi wojny domowej, a belgijskie sztandary zostały zastąpione przez flagi Walonii w Liège i innych gminach.
Aby uniknąć rozpadu kraju i zachować monarchię, Leopold postanowił 1 sierpnia 1950 r. abdykować na rzecz swojego syna Baldwina. Jego abdykacja weszła w życie 16 lipca 1951 r. W tej odroczonej abdykacji król został w rzeczywistości zmuszony przez rząd Jean Duvieusart do zaoferowania abdykacji na rzecz swojego syna.

## Śmierć i pochówek
Leopold zmarł w 1983 r. w Woluwe-Saint-Lambert po operacji serca. Został pochowany obok królowej Astrid w krypcie królewskiej w Kościele Matki Bożej z Laeken. Druga żona Leopolda została później z nimi pochowana.

## Odznaczenia
- Wielka Wstęga Orderu Leopolda (Belgia)
- Krzyż Wielki Orderu Gwiazdy Afryki (Belgia)
- Krzyż Wielki Orderu Lwa (Belgia)
- Krzyż Wielki Orderu Korony (Belgia)
- Krzyż Wielki Orderu Leopolda II (Belgia)
- Order Złotego Runa (Hiszpania)
- Krzyż Wielki Orderu Karola III (Hiszpania)
- Krzyż Wielki Orderu Świętego Olafa (Norwegia)
- Order Orła Białego (1926)[11]
- Krzyż Walecznych – trzykrotnie (1922)[12]
- Krzyż Wielki Wstęgi Trzech Orderów (Portugalia)
- Krzyż Wielki Wojskowego Orderu Wieży i Miecza (Portugalia)
- Królewski Order Serafinów (Szwecja)
- Order Podwiązki (Wielka Brytania)
- Honorowy Rycerz Krzyża Wielkiego Królewskiego Orderu Wiktoriańskiego (Wielka Brytania)
- Krzyż Wielki Orderu Szpitala Św. Jerozolimskiego (Wielka Brytania)
- Królewski Łańcuch Wiktoriański (Wielka Brytania)
- Order Annuncjaty (Włochy)
- Krzyż Wielki Orderu Korony Włoch
- Krzyż Wielki Orderu Świętych Maurycego i Łazarza (Włochy)
- Baliw Wielkiego Krzyża Honoru i Dewocji Zakonu Kawalerów Maltańskich
- Order Grobu Świętego

## Genealogia
| Prapradziadkowie                            | Franciszek Sachsen-Coburg-Saalfeld (1750–1806) ∞1777 Augusta Reuss-Ebersdorf (1757–1831) | Król Francuzów Ludwik Filip Burbon (1773–1850) ∞1809 Maria Amelia Burbon-Sycylijska (1782–1866) | Karl Hohenzollern-Sigmaringen (1785–1853) ∞1802 Antonina Murat (1799–1847)              | Wielki Książę Badenii Karol Ludwik Badeński (1786–1818) ∞1806 Stefania de Beauharnais (1789–1860) | Pius August Wittelsbach (1786–1837) ∞ 1807 Amalia Luiza Wittelsbach (1789–1823)         | Król Bawarii Maksymilian I Józef Wittelsbach (1756–1825) ∞ 1797 Karolina Fryderyka Badeńska (1776–1841) | Król Portugalii Jan VI Bragança (1767–1826) ∞1785 Karolina Joachima Burbon (1775–1830)                 | Konstanty Löwenstein-Wertheim-Rosenberg (1802–1838) ∞1829 Maria Hohenlohe-Langenburg (1804–1833)       |
| Pradziadkowie                               | Król Belgów Leopold I Koburg (1790–1865) ∞1832 Ludwika Maria Orleańska (1812–1850)       | Król Belgów Leopold I Koburg (1790–1865) ∞1832 Ludwika Maria Orleańska (1812–1850)              | Karl Anton von Hohenzollern-Sigmaringen (1811–1885) ∞1834 Józefina Badeńska (1813–1900) | Karl Anton von Hohenzollern-Sigmaringen (1811–1885) ∞1834 Józefina Badeńska (1813–1900)           | Maksymilian Wittelsbach (1808–1888) ∞1828 Ludwika Wilhelmina Wittelsbach (1808–1892)    | Maksymilian Wittelsbach (1808–1888) ∞1828 Ludwika Wilhelmina Wittelsbach (1808–1892)                    | Król Portugalii Michał I Bragança (1802–1866) ∞1851 Adelajda Löwenstein-Wertheim-Rosenberg (1831–1909) | Król Portugalii Michał I Bragança (1802–1866) ∞1851 Adelajda Löwenstein-Wertheim-Rosenberg (1831–1909) |
| Dziadkowie                                  | Filip Koburg (1837–1905) ∞1867 Maria Luiza Hohenzollern-Sigmaringen (1845–1912)          | Filip Koburg (1837–1905) ∞1867 Maria Luiza Hohenzollern-Sigmaringen (1845–1912)                 | Filip Koburg (1837–1905) ∞1867 Maria Luiza Hohenzollern-Sigmaringen (1845–1912)         | Filip Koburg (1837–1905) ∞1867 Maria Luiza Hohenzollern-Sigmaringen (1845–1912)                   | Karol Teodor Wittelsbach (1839–1909) ∞1873 Maria Józefa Bragança (1857–1943)            | Karol Teodor Wittelsbach (1839–1909) ∞1873 Maria Józefa Bragança (1857–1943)                            | Karol Teodor Wittelsbach (1839–1909) ∞1873 Maria Józefa Bragança (1857–1943)                           | Karol Teodor Wittelsbach (1839–1909) ∞1873 Maria Józefa Bragança (1857–1943)                           |
| Rodzice                                     | Król Belgów Albert I Koburg (1875–1934) ∞1900 Elżbieta Gabriela Wittelsbach (1876–1965)  | Król Belgów Albert I Koburg (1875–1934) ∞1900 Elżbieta Gabriela Wittelsbach (1876–1965)         | Król Belgów Albert I Koburg (1875–1934) ∞1900 Elżbieta Gabriela Wittelsbach (1876–1965) | Król Belgów Albert I Koburg (1875–1934) ∞1900 Elżbieta Gabriela Wittelsbach (1876–1965)           | Król Belgów Albert I Koburg (1875–1934) ∞1900 Elżbieta Gabriela Wittelsbach (1876–1965) | Król Belgów Albert I Koburg (1875–1934) ∞1900 Elżbieta Gabriela Wittelsbach (1876–1965)                 | Król Belgów Albert I Koburg (1875–1934) ∞1900 Elżbieta Gabriela Wittelsbach (1876–1965)                | Król Belgów Albert I Koburg (1875–1934) ∞1900 Elżbieta Gabriela Wittelsbach (1876–1965)                |
| Leopold III Koburg (1901–1983), król Belgów |                                                                                          |                                                                                                 |                                                                                         |                                                                                                   |                                                                                         | | | |